# Moord in de pastorie
Moord in de Pastorie (oorspronkelijke titel The Murder at the Vicarage) is een detectiveroman van de Engelse schrijfster Agatha Christie, die in 1930 bij uitgever Dodd Mead & Company verscheen. Het is Christies eerste boek met Miss Marple.

## Personages
De belangrijkste personages worden hieronder beschreven.
- Leonard (Len) Clement, dominee. Ongeveer 45 jaar oud. Verdraagzaam en onzeker. De ik-persoon.
- Zijn vrouw Griselda Clement (25). Intelligent en spontaan.
- Zijn neef Dennis (16). Verliefd op Lettice Protheroe.
- Kolonel Lucius Protheroe. Bazig en hard. Woont op landgoed Old Hall.
- Bill Archer. Wordt verdacht de kerkelijke giften te hebben verduisterd.
- Hawes. Hulppredikant, rechtlijnig, verdacht Bill Archer van moord.
- Diens tweede vrouw, Anne Protheroe.
- Lettice Protheroe, dochter van de kolonel en diens eerste vrouw. Gespeeld dromerig.
- Lawrence Redding, kunstschilder. Ongeveer 30 jaar oud. Intelligent en charmant.
- Inspecteur van politie Slack. Energiek en intelligent, maar bot.
- Diens superieur, commissaris van politie en oud-militair kolonel Melchett. Joviaal en direct. Veel meer dan Slack bereid dominee Clement op de hoogte te houden.
- Dr. Stone, archeoloog. Bezig met onderzoek naar grafheuvel op terrein van kolonel Protheroe.
- Zijn assistente, de ongeveer 25 jaar oude Gladys Cram. Druk en ordinair.
- Miss Jane Marple. Ongetrouwde bejaarde vrouw die naast de pastorie woont.
- Miss Amanda Hartnell. Roddelende oude vrijster met een diepe basstem.
- Miss Caroline Wetherby. Een verzuurde, dweperige en roddelende oude vrijster.
- Mrs. Martha Price-Ridley. Weduwe met enorme hoeden, lid van de roddelgroep en slachtoffer van verduistering.
- Estelle Lestrange. Chique, mooie, mysterieuze vrouw van middelbare leeftijd, die pas sinds kort in het dorp woont.
- Dorpsdokter Haydock.

## Plot
In het kleine Britse dorpje St. Mary Mead wordt een man in een pastorie doodgeschoten. Het is kolonel Protheroe. Hij was aanwezig in de woning van predikant Leonard Clement en wachtte daar op diens komst. Als Clement het lijk vindt, gaat hij samen met de politie-inspecteurs Melchett en Slack op zoek naar de moordenaar. In het boek komt zijdelings Jane Marple voor, een oude vrouw die getuige was van de moord. Uiteindelijk weet zij met haar scherpe logica de moord op te lossen.

## Verfilming
Het boek werd in 1986 verfilmd voor de televisie met Joan Hickson in de rol van Miss Marple, de bekende actrice Rosalie Crutchley als de bemoeizieke Mrs. Price-Ridley en de van Yes, Minister bekende Paul Eddington als dominee Clement. Eind 2004 is een nieuwe versie uitgekomen met Geraldine McEwan als Miss Marple, Jane Asher als Mrs. Lester en Sir Derek Jacobi als kolonel Protheroe. De film was onderdeel van de serie Agatha Christie's Marple.